# John Taylor (South Carolina)
John Taylor, född 4 maj 1770 nära Granby, South Carolina, död 16 april 1832 i Camden, South Carolina, var en amerikansk politiker (demokrat-republikan). Han representerade delstaten South Carolina i båda kamrarna av USA:s kongress, först i representanthuset 1807–1810 och sedan i senaten 1810–1816. Han var guvernör i South Carolina 1826–1828.
Taylor utexaminerades 1790 från College of New Jersey (numera Princeton University). Han studerade sedan juridik. Han var verksam som advokat och plantageägare i South Carolina.
Taylor blev invald i representanthuset i kongressvalet 1806. Han avgick 1810 för att tillträda som senator. Han efterträddes 1816 i senaten av William Smith.
Taylor efterträdde 1826 Richard Irvine Manning som guvernör och efterträddes 1828 av Stephen Decatur Miller. Taylor avled 1832 och gravsattes på en familjekyrkogård i Columbia.